# Hypsilurus bruijnii
Hypsilurus bruijnii är en ödleart som beskrevs av  Peters och DORIA 1878. Hypsilurus bruijnii ingår i släktet Hypsilurus och familjen agamer. IUCN kategoriserar arten globalt som otillräckligt studerad. Inga underarter finns listade i Catalogue of Life.